# 알렉산더 리브라이히

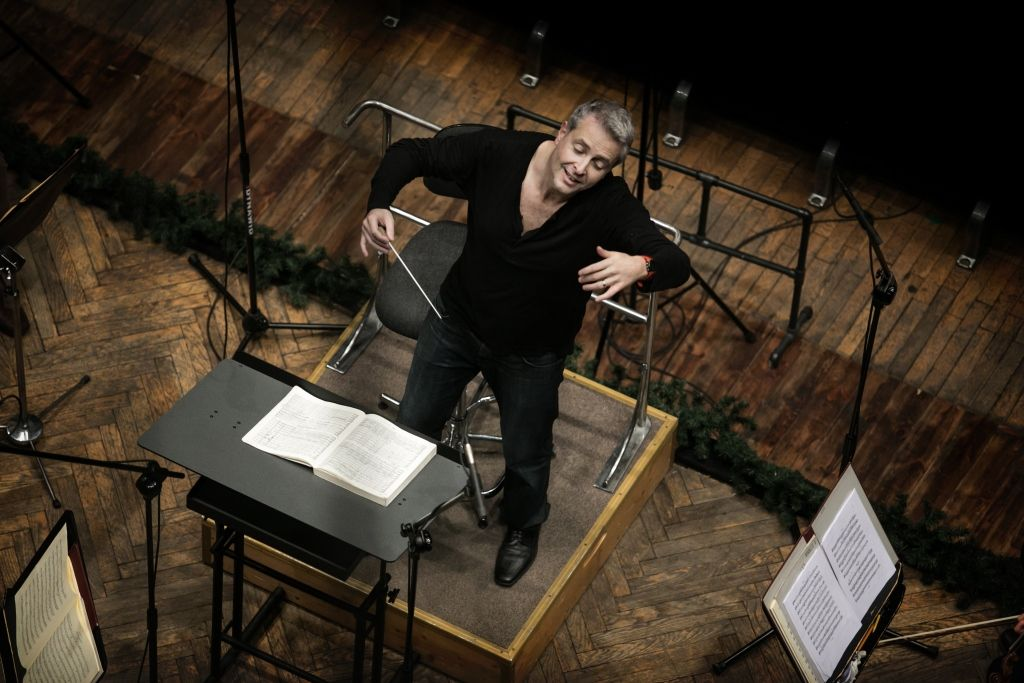
알렉산더 리브라이히

알렉산더 리브라이히(독일어: Alexander Liebreich, 1968년 5월 25일 ~ )는 독일의 지휘자이다.